# روی دیگر آقایان
روی دیگر آقایان (چینی: 君子好逑) یا روی دیگر یک جنتلمن یک فیلم کمدی و عاشقانه هنگ‌کنگی محصول سال ۱۹۸۴ به کارگردانی رینگو لام با بازی الن تام و بریجیت لین است.

## داستان
گروهی از رهبران نگران جامعه، تاجران، معلمان و مقامات مذهبی، یک گروه ویژه را مأمور می‌کنند تا بفهمند چرا جوانان کشور تا این حد تنبل، بی‌مسئولیت و نادان هستند. آنها تصمیم می‌گیرند که عشق یک زن محترم، جوانان مرد را اصلاح خواهد کرد. آنها آلن نگ (الن تام)، یک فروشنده شلوار جین مغرور، متکبر و بی‌مسئولیت را ناخواسته به عنوان سوژه آزمایش خود انتخاب می‌کنند. آنها یکی از اعضای کمیته (بریجیت لین، که نامزد کرده است) را می‌فرستند تا محبت آلن را جلب کند و او را به یک عضو محترم جامعه تبدیل کند.